# Лескінів закон

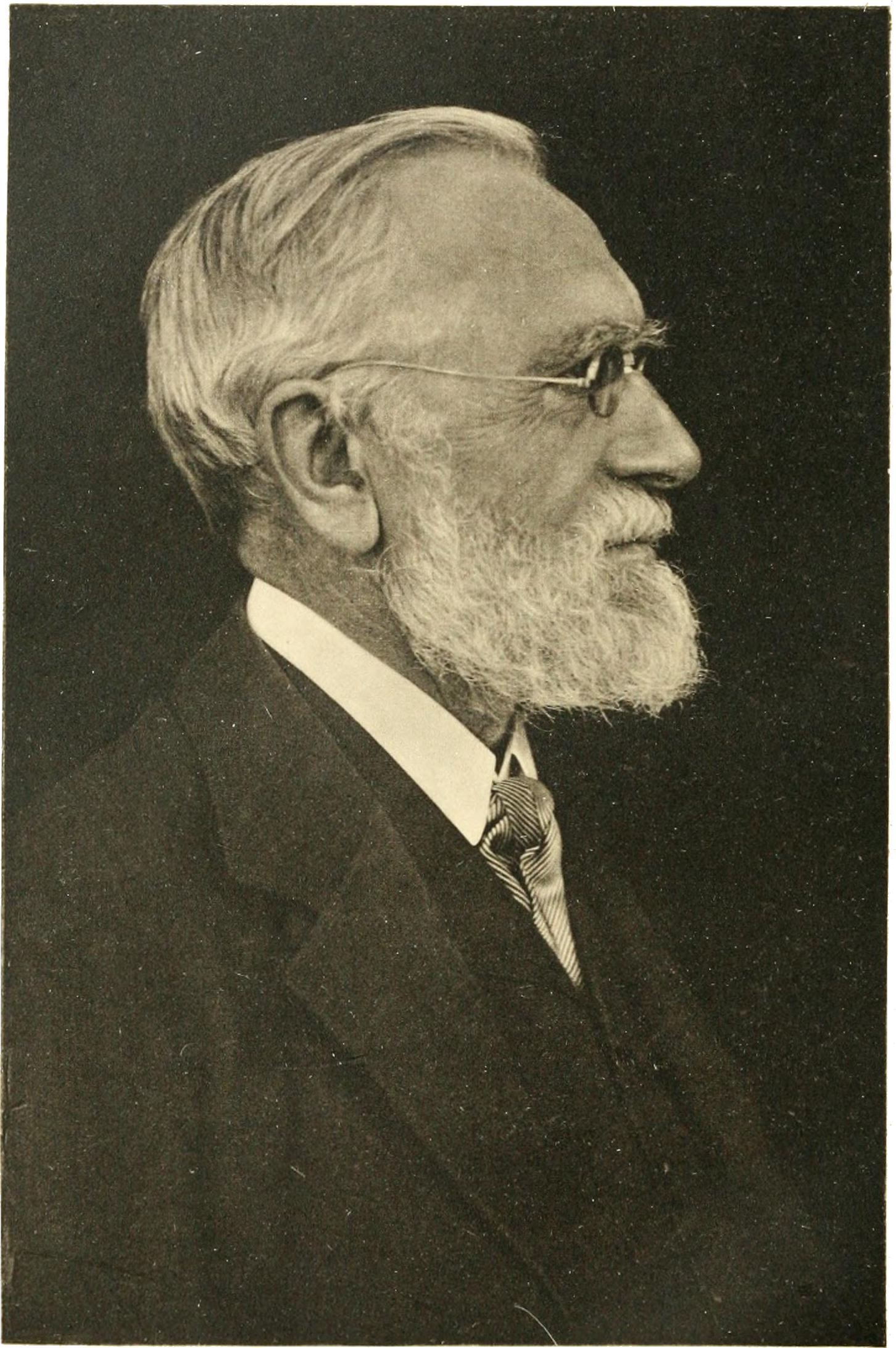
Август Лескін

Ле́скінів зако́н — акцентуаційний закон у литовській мові, що його 1881 року відкрив А. Лескін. Суть полягає в тім, що, якщо давні індоєвропейські кінцеві довготи (які збереглися в членних прикметниках) акутові, то в нечленних вони скорочуються, а якщо циркумфлексові, то зберігаються:
- *rankā́ > rankà.

Дію Лескінового закону можна наочно побачити на прикладі лит. gẽras «хороший, добрий». Енклітика зберігала довготу членних прикметників, наприклад, gerą́sias, у той час як без енклітики акутова довгота скоротилася, пор. geràs:
| Відмінок       | Акутові довготи | Акутові довготи | Відмінок   | Циркумфлексові довготи | Циркумфлексові довготи |
| Відмінок       | Членні          | Нечленні        | Відмінок   | Членні                 | Нечленні               |
| Відмінок       | Чоловічий рід   | Чоловічий рід   | Відмінок   | Чоловічий рід          | Чоловічий рід          |
| -------------- | --------------- | --------------- | ---------- | ---------------------- | ---------------------- |
| Оруд. одн.     | gerúoju         | gerù            | Род. одн.  | gẽrojo                 | gẽro                   |
| Наз. мн.       | geriéji         | gerì            | Знах. одн. | gẽrąjį                 | gẽrą                   |
| Знах. мн.      | gerúosius       | gerùs           | Род. мн.   | gerų̃jų                 | gerų̃                   |
| Нах.-Знах. дв. | gerúoju         | gerù            | Оруд. мн.  | geraĩsiais             | geraĩs                 |
| Відмінок       | Жіночій рід     | Жіночій рід     | Відмінок   | Жіночій рід            | Жіночій рід            |
| Наз. одн.      | geróji          | gerà            | Род. одн.  | gerõsios               | gerõs                  |
| Оруд. одн.     | gerą́ją          | gerà            | Знах. одн. | gẽrąją                 | gẽrą                   |
| Знах. мн.      | gerą́sias        | geràs           | Наз. мн.   | gẽrosios               | gẽros                  |
| Нах.-Знах. дв. | geriéji         | gerì            | Род. мн.   | gerų̃jų                 | gerų̃                   |

Дія Лескінового закону спричинила пересув наголосу за законом Фортунатова — Сосюра, що дає підставу деяким науковцям уважати перший закон як початкову умову другого, отже, не виділяти його як самостійний.